# Claudette Rogers Robinson
Claudette Rogers Robinson(née Rogers le 20 juin 1942) est une chanteuse américaine, surtout connue en tant que membre du groupe vocal The Miracles de 1957 à 1972. Son frère Emerson « Sonny » Rogers était un membre fondateur du groupe qui, avant 1957, s'appelait « The Matadors ». Claudette a remplacé son frère dans le groupe après son enrôlement dans l'armée américaine.
En 2012, Claudette a été intronisée au Rock and Roll Hall of Fame aux côtés de son ancien mari, le chanteur principal des Miracles, Smokey Robinson de son cousin Bobby Rogers et de Pete Moore, Ronnie White et Marvin Tarplin.